# Bronisław Hozakowski
Bronisław Julian Wiktor Hozakowski (ur. 17 maja 1887 we Włocławku, zm. 2 czerwca 1948 w Toruniu) – polski przedsiębiorca, konsul honorowy Republiki Francji w Toruniu (od 1922), właściciel gospodarstwa ogrodniczego w Toruniu.

## Życiorys
Był synem Bolesława i Marii z Mikoszewskich. Ojciec zasłużył się jako pionier branży nasienno-handlowej na Pomorzu, od 1885 prowadził pierwszą firmę tej specjalności w Toruniu. Matka pochodziła z rodziny włocławskiego notariusza. W rolnictwie i ogrodnictwie pracowali również trzej młodsi bracia Bronisława: Marian (1891–1962), Zygmunt (1894–1954) i Aleksander (1900–1947).
Hozakowski uczęszczał do gimnazjum w Toruniu (1893–1903), potem odbył dwuletnią praktykę w firmie ojca, a następnie około 10 lat spędził na zaznajamianiu się z innymi przedsiębiorstwami tej samej branży, zarówno w kraju, jak i zagranicą. Po śmierci ojca w 1919 stanął na czele firmy, którą pod nazwą „Skład i hodowla nasion – Zakłady Ogrodnicze” rozwinął do jednej z największych w niepodległej Polsce. Dodatkowo od 1922 prowadził zakłady ogrodnicze. Specjalizował się w hodowli cyklamenów, hortensji, gloksynii, chryzantem, dalii, gladioli. W ramach prac doświadczalnych, prowadzonych w Stacji Doświadczalnej Pomorskiej Izby Rolniczej w Kończewicach i w majątku Złotniki Kujawskie, wyhodował nowe odmiany buraków pastewnych, marchwi, cebuli, buraków ćwikłowych, pomidorów, pietruszki, rzodkiewki. Nasiona eksportował do licznych krajów europejskich. Z zagranicy sprowadzał narzędzia ogrodnicze i preparaty do zwalczania chorób i szkodników roślin. Ponadto był importerem herbaty, głównie indyjskiej. Pracowników wysyłał na zagraniczne staże i szkolenia.
Wielokrotnie uczestniczył w wystawach i pokazach ogrodniczych, zdobywając szereg wyróżnień (Wielki Złoty Medal Ministra Rolnictwa w 1928, Wielki Złoty Medal Pomorskiej Wystawy Ogrodniczej w 1928, Złoty Medal Pomorskiej Izby Rolniczej i inne). Urządzał od 1929 na terenach powystawowych w Toruniu trawniki i kwietniki, na których prezentował kwiaty i krzewy ozdobne. Wydawał też regularnie katalogi kwiatów, warzyw, nasion, narzędzi rolniczych, a w 1923 opublikował Wskazówki do uprawy nasion wydane staraniem firmy B. Hozakowski w Toruniu.
Hozakowski udzielał się również społecznie, był przed 1939 m.in. radnym miasta (1922–1928), wieloletnim konsulem honorowym Francji (od 1922, z przerwą w okresie II wojny światowej), przewodniczącym Towarzystwa Polsko-Francuskiego, prezesem i wiceprezesem Pomorskiego Związku Właścicieli Zakładów Ogrodniczych (późniejszego Pomorskiego Towarzystwa Ogrodniczego), prezesem Izby Przemysłowo-Handlowej w Toruniu, Grudziądzu i Gdyni, sędzią handlowym przy Sądzie Okręgowym w Toruniu. Po wojnie nadal pełnił obowiązki konsularne, przewodniczył Obywatelskiemu Komitetowi Odbudowy Warszawy i Komitetowi Daniny Narodowej oraz brał udział w pracach Towarzystwa Przyjaciół Młodzieży Szkół Wyższych, Towarzystwa Przyjaciół Uniwersytetu Mikołaja Kopernika, Rady Parafialnej przy bazylice św. Jana.
Po wybuchu wojny był więziony przez Niemców kolejno w Toruniu, Elblągu i Gdyni. Zwolniony w 1941 dzięki staraniom zagranicznych kontrahentów, odmówił podpisania volkslisty; został pozbawiony majątku i wysiedlony do Generalnego Gubernatorstwa. W 1945 wrócił do Torunia i wznowił działalność firmy, która wkrótce potem została znacjonalizowana.
W 1922 poślubił Eugenię z Bortnowskich (1903–1986), miał dwoje dzieci: Irenę, I voto Orzechowską, II voto Fenikowską i syna Bolesława (1925–1943), zamordowanego na Pawiaku.
Zmarł 2 czerwca 1948 w Toruniu, pochowany na Cmentarzu św. Jerzego.

## Ordery i odznaczenia
- Złoty Krzyż Zasługi (dwukrotnie: 2 września 1937[6], 21 listopada 1947[7])
- Krzyż Kawalerski Orderu Legii Honorowej (Francja, 1947)[2]
- Order Palm Akademickich (Francja, przed 1938)[8]